# Castrum romano di Wilkenburg

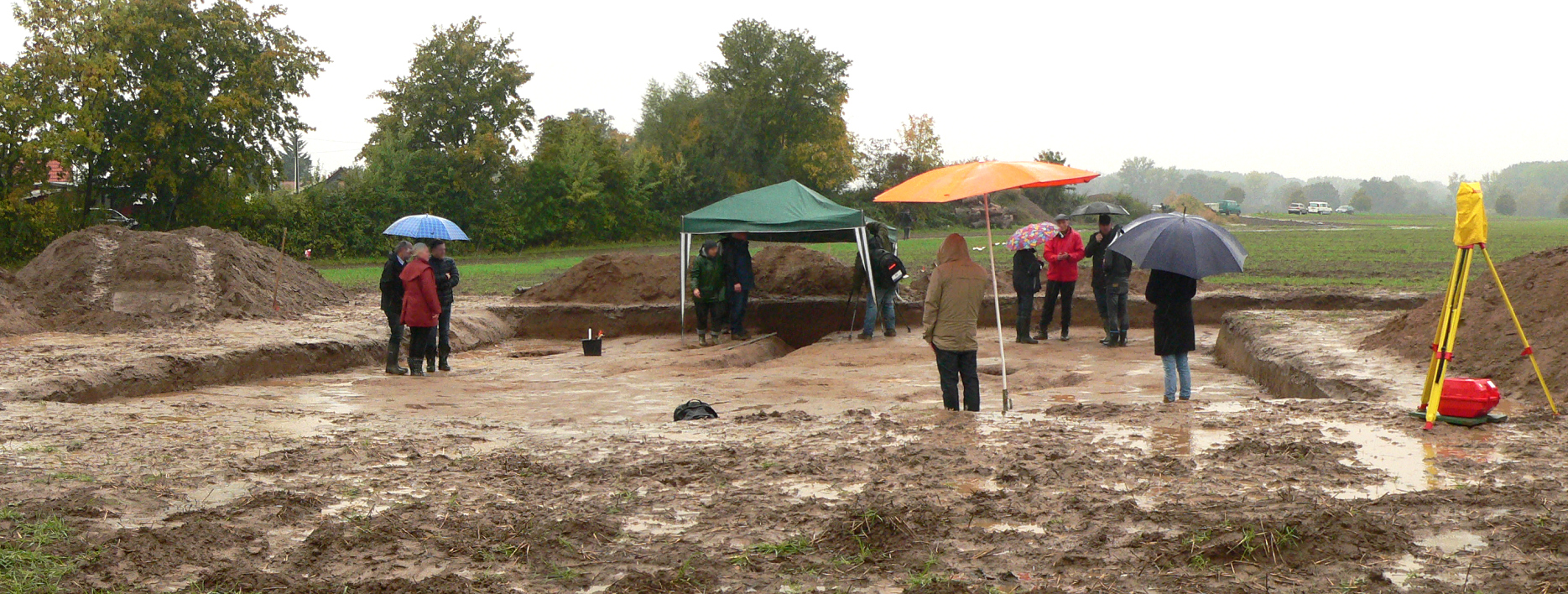
Veduta dello scavo di Wilkenburg nel 2015

Il Castrum romano di Wilkenburg fondato intorno alla nascita di Cristo offriva spazio a circa 20.000 soldati romani su un'area di circa 30 ettari e si trovava vicino all'odierna Wilkenburg, presso Hemmingen nella regione di Hannover.
Le evidenze della presenza di trincee  nel terreno erano già state avvistate nei primi anni '90 durante le ricognizioni aeree, che hanno portato alla valutazione preliminare come castellum romano.
Le prove archeologiche come castrum romano sono state raggiunte solo nel 2015 sulla base di ricerche di un archeologo volontario.
Da allora sono state condotte indagini archeologiche sul sito.
La struttura rappresenta il primo castrum scoperto in Bassa Sassonia che si trova oltre la riva destra del Reno rappresentando la struttura militare finora scoperta più interna, in direzione verso a nord-est, nella Germania magna.

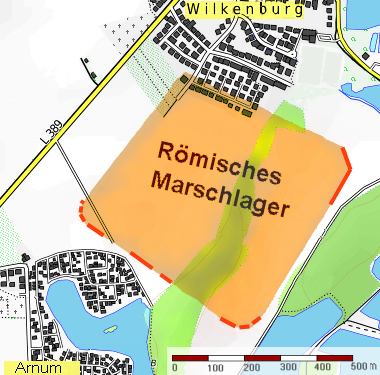
Ricostruzione ipoteteca dell'estensione dell'accampamento di Wilkenburg

## Scavo archeologico e ritrovamenti
L'accampamento romano occupava un'area quadrata di circa 500-600 metri di lunghezza laterale con una superficie di circa 30 ettari. Era circondato da una trincea. Gli scavi del 2015 hanno rivelato che il fossato del campo, immerso nella sabbia, ha ancora una profondità da 0,9 a 1,3 metri e una larghezza di 1,2 metri.
Frammenti di ceramica germanica di circa 2000 anni fa, che sono stati trovati nel riempimento della trincea, hanno contribuito a datare la struttura difensiva. Dei quattro angoli  dell'accampamento, tre soli sono sopravvissuti nel terreno. Il quarto angolo nord-ovest è stato recentemente sovracostruto con edifici residenziali. Il campo militare aveva probabilmente una porta su ciascuno dei quattro lati, da quali è stata identificata solo la porta sud-occidentale.
Gli archeologi hanno trovato all'interno della struttura difensiva altri resti archeologici, come pozzi per i rifiuti e latrine. Questi dati documentano indirettamente l'uso dell'area come accampamento. A ciò si aggiungono varie monete romane, come un asse di Nemausus, alcune monete celtiche, oggetti di metallo inerenti cavalcature e frammenti di lunula.

## Significato storico
In ambito archeologico si ipotizzava da tempo l'esistenza di accampamenti nel nord della Germania. Il loro rilevamento è estremamente difficile, poiché l'uso a brevissimo termine ha lasciato poche tracce. Il campo di Wilkenburg è uno dei pochi siti con reperti romani in Bassa Sassonia, insieme ai campi di battaglia di Kalkriese e Harzhorn, al campo romano Hedemünden e al sito di Bentumersiel.
Mentre gli altri accampamente romani, precedentemente menzionati, erano stati  trovati solo nella periferia della Bassa Sassonia, Wilkenburg si trova in una posizione centrale nella pianura della Germania settentrionale. La posizione dell'accampamento di Wilkenburg indicava la volontà romana di espandersi all'interno della Germania Magna sulla riva destra del Reno.
Gli archeologi hanno ipotizzato due scenari storici per la classificazione cronologica del campo militare di Wilkenburg. Secondo la prima ipotesi il campo  potrebbe essere sorto durante una campagna nella Germania magna sotto il comando di Tiberio fra l'8 e il 7 a.C. con la quale i Romani in Germania, a partire dal loro grande campo a Mogontiacum, cercarono di espandere la loro sfera di potere ad est. Secondo l'altro scenario, il campo di Wilkenburg potrebbe essere stato costruito dal comandante dell'esercito romano Varo, che fu nominato nel 7 d.C.